# Grossière indécence
La grossière indécence ou indécence aggravée est un crime dans certaines parties du monde anglophone, né de la criminalisation d'activités sexuelles entre hommes autres que la sodomie. Le terme a été utilisé pour la première fois dans le droit dans une loi du Parlement britannique en 1885 et a été repris dans d'autres lois à travers l'Empire britannique. L'infraction n'a jamais été précisément définie par aucune de ces lois, la responsabilité de la caractérisation de l'infraction incombant aux décisions de justice elles-mêmes.
Le concept de grossière indécence est révélateur de la moralité de l'ère victorienne. Des personnalités telles qu'Oscar Wilde et Alan Turing ont été condamnées pour cela. Bien que les lois punissant ce crime aient été la plupart du temps abrogées avec l'émergence des droits LGBT, certains pays en conservent des formes atténuées dans leur arsenal juridique, voire poursuivent toujours des personnes avec cette incrimination, comme au Kenya ou au Malawi. D'autres, comme la Hongrie depuis 2010, tentent de réactiver le concept.

## Histoire
Le terme grossière indécence (en anglais gross indecency) est utilisé pour la première fois dans l'Amendement Labouchere (article 11 du Criminal Law Amendment Act (1885), qui criminalisait les actes sexuels entre hommes, y compris ceux pratiqués en privé.
Les lois statuant sur la grossière indécence se sont répandues dans tout l'Empire britannique. Le Canada a adopté le terme dans l'article 178 du Code criminel en 1892. Le terme a également été utilisé dans le Code criminel (articles 206 (1906, 1927), 149 (1953-1954), 157 (1970), 161 (1985)) ainsi que dans la Loi omnibus de 1968 (article 7). Toutes les lois qui utilisaient le terme ont été abrogées en 1985 avec une modification du Code criminel et de la Loi sur la preuve au Canada
Le Royaume-Uni a ensuite utilisé le terme dans le Sexual Offences Act 1956 et dans l'article 1 (1) de l'Indecency with Children Act 1960 (en).

### Cas notables
Oscar Wilde a été inculpé et reconnu coupable de grossière indécence en 1895. Son procès et sa condamnation sont décrits dans la pièce de 1997 Gross Indecency: The Three Trials of Oscar Wilde (en).
Alan Turing a été aussi inculpé et a plaidé coupable en 1952. Turing, qui avait été reconnu coupable de grossière indécence pour des actes homosexuels consensuels et pratiqués en privé, a reçu une grâce posthume en 2013. En 2017, en vertu de la loi Alan Turing, tous les hommes reconnus coupables de grossière indécence pour des actes sexuels privés et  consensuels ont été graciés,.
Everett George Klippert est la dernière personne au Canada à être arrêtée, inculpée, poursuivie, condamnée et emprisonnée pour indécence et homosexualité avant la dépénalisation des actes homosexuels en 1969 : la réforme était une conséquence directe de l'affaire Klippert. En 1965, Everett George Klippert a été interrogé par la police dans le cadre d'une enquête sur un incendie criminel dans les Territoires du Nord-Ouest. Klippert est arrêté après avoir admis avoir eu des relations sexuelles avec d'autres hommes. Lorsque les psychiatres ont déterminé qu'il était peu probable qu'il cesse d'avoir des relations sexuelles avec des hommes, il a été déclaré délinquant dangereux et condamné à la prison à vie. Maclean's, l'hebdomadaire d'information populaire du Canada, a alors publié un article  de soutien aux homosexuels, conduisant à des demandes croissantes pour que la loi canadienne sur l'homosexualité soit réformée. Klippert a été libéré en 1971.

## Législation actuelle

### Australie

#### Australie du Sud
En Australie, il existe une loi sur la grossière indécence en Australie-Méridionale, l'inculpation nécessitant l'implication d'une personne mineure (de moins de 16 ans). Une première infraction est passible de trois ans d'emprisonnement, et toute récidive est punie de cinq ans de prison.

### Canada
Malgré l'abrogation de l'infraction de grossière indécence dans les années 1980, une personne peut théoriquement toujours être accusée de grossière indécence lorsque les faits reprochés remontent à une période antérieure à l'abrogation. Car selon la Charte canadienne des droits et libertés, lorsqu'une personne est accusée d'une infraction, il faut appliquer le droit en vigueur au moment où elle aurait commis l'infraction. D'autre part, il n'y a aucune prescription pour les actes criminels, donc l'écoulement du temps ne change rien. Cela explique pourquoi des infractions criminelles jugées archaïques comme l'attentat à la pudeur, la sodomie ou la grossière indécence sont encore utilisées dans des procès pénaux au cours des années 2010 ou 2020 pour des faits qui remontent à longtemps, dans la mesure où les suspects sont encore en vie. Quant à la grossière indécence, cela peut par exemple être utilisé contre des membres du clergé qui ont commis des abus sexuels sur des mineurs il y a plusieurs décennies.
Dans la version contemporaine du Code criminel, une personne qui commettrait des gestes indécents en public serait plutôt accusée d'actions indécentes. Cette infraction ressemble à bien des égards à la grossière indécence, mais elle n'était pas une infraction incluse à la grossière indécence à l'époque où les deux infractions étaient au Code criminel, d'après l'arrêt R. c. M. de 1977.

### Kenya
La grossière indécence entre hommes de tout âge, en public ou en privé, est un crime passible d'une peine d'emprisonnement pouvant aller jusqu'à cinq ans. La grossière indécence est un délit moins grave que la sodomie, qui est passible d'une peine d'emprisonnement pouvant aller jusqu'à 14 ans. Les militants des droits LGBT tentent d'abroger la loi.

### États-Unis

#### Michigan
Aux États-Unis, le Michigan est le seul État à disposer de lois sur la grossière indécence. L’arsenal juridique du Michigan dénombre trois types de crimes d'indécence, qui sont tous des crimes passibles de cinq ans d'emprisonnement :
- Grossière indécence entre hommes[11]
- Grossière indécence entre femmes[12].
- Grossière indécence entre hommes et femmes[13]

La grossière indécence entre hommes a été  codifiée en premier lieu, les deux autres faisant l'objet de législations plus tardivement. Historiquement, la définition de l'indécence caractérisé n'était pas claire et les tribunaux se sont appuyés sur de très vagues notions telles que le « bon sens commun de la société ». L'imprécision du terme permettait  d'inculper des adultes qui avaient des relations sexuelles consensuelles sans transaction monétaire dans l'intimité de leur foyer, les hommes qui avaient des relations sexuelles avec des hommes étant particulièrement exposés aux poursuites. Au fil du temps, la définition s'est de plus en plus restreinte grâce aux décisions de la Cour suprême du Michigan, et une décision de 1994 l'a officiellement restreinte aux actes sexuels intervenant dans un lieu public ou impliquant une personne mineure, l'application de la force ou une transaction monétaire. Le Michigan dispose ensuite de lois distinctes traitant de l'attentat à la pudeur, la conduite sexuelle criminelle (CSC) et la prostitution,,, les lois sur la grossière indécence restant en vigueur.
Les lois sur la grossière indécence font l'objet de critiques par les personnes militant pour la reconnaissance des droits LGBT.